# Oudenburg
Oudenburg är en kommun i Belgien.   Den ligger i provinsen Västflandern och regionen Flandern, i den västra delen av landet, 100 km väster om huvudstaden Bryssel. Antalet invånare är 9 033.
Trakten runt Oudenburg består till största delen av jordbruksmark. Runt Oudenburg är det tätbefolkat, med 286 invånare per kvadratkilometer.